# جراح الزهير
جراح جمال مصطفى أحمد الزهير (من مواليد 10 مايو 1987)، لاعب كرة قدم كويتي سابق. يلعب مع نادي العربي الكويتي منذ موسم 2006/2007. لعب مع منتخب الكويت الأولمبي لكرة القدم في عام 2007.